# Olympische Jugend-Sommerspiele 2010/Teilnehmer (China)
| Gelbes Symbol für Goldmedaillen mit stilisierten Olympischen Ringen | Graues Symbol für Silbermedaillen mit stilisierten Olympischen Ringen | Braundes Symbol für Bronzemedaillen mit stilisierten Olympischen Ringen |
| ------------------------------------------------------------------- | --------------------------------------------------------------------- | ----------------------------------------------------------------------- |
| 30                                                                  | 16                                                                    | 5                                                                       |

Die Jugend-Olympiamannschaft der Volksrepublik China für die I. Olympischen Jugend-Sommerspiele vom 14. bis 26. August 2010 in Singapur bestand aus 68 Athleten.

## Medaillengewinner
Mit 30 gewonnenen Gold-, 16 Silber- und 5 Bronzemedaillen belegte das chinesische Team Platz 1 im Medaillenspiegel.

### Gold
- Bai Anqi (3), Schwimmen: 200 m Rücken, 4 × 100 m Freistil Mixed,  4 × 100 m Lagen Mixed
- Dai Jun, Schwimmen: 400 m Freistil
- Deng Wei, Gewichtheben: Mittelgewicht
- Dong Yu, Trampolinturnen: Einzel
- Gao Tingjie, Schießen: Luftgewehr 10 m
- Gu Yuting, Tischtennis: Einzel
- He Jianbin (3), Schwimmen: 100 m Rücken; 4 × 100 m Freistil Mixed; 4 × 100 m Lagen Mixed
- Liu Binbin, Leichtathletik: Hammerwurf
- Lin Sheng, Fechten: Degen-Einzel
- Liu Chang, Taekwondo: Klasse über 73 kg
- Liu Jiao (2), Wasserspringen: Kunstspringen; Turmspringen
- Liu Lan (4), Schwimmen: 50 m Schmetterling; 100 m Schmetterling; 4 × 100 m Freistil Mixed; 4 × 100 m Lagen Mixed
- Mao Yanxue, Leichtathletik: Gehen 5 km
- Qiu Bo (2), Wasserspringen: Kunstspringen; Turmspringen
- Sun Bowei (2), Schwimmen: 4 × 100 m Freistil Mixed; 4 × 100 m Lagen Mixed
- Tan Sixin (2), Turnen: Boden; Schwebebalken
- Tang Haochen, Tennis: Doppel
- Tang Yi (5), Schwimmen: 50 m Freistil; 100 m Freistil; 200 m Freistil; 4 × 100 m Freistil Mixed; 4 × 100 m Lagen Mixed
- Tian Yuan, Gewichtheben: Federgewicht
- Wang Xiaodong, Kanu: Kanu Einer Slalom
- Wang Ximing, Schwimmen: 4 × 100 m Lagen Mixed
- Yang Xi, Basketball: 3×3
- Xie Zhenye, Leichtathletik: 200 m
- Zheng Saisai, Tennis: Doppel
- Zheng Shuyin, Taekwondo: Klasse über 63 kg

### Silber
- Bai Anqi, Schwimmen: 100 m Rücken
- Deng Xuan, Badminton: Einzel
- Fang Xue, Schießen: Luftpistole 10 m
- Fu Haitao, Leichtathletik: Dreisprung
- Gong Xingbin, Gewichtheben: Leichtgewicht
- Gu Siyu, Leichtathletik: Kugelstoßen
- He Yuxiang, Trampolinturnen: Einzel
- Huang Jieyi, Kanu: Kajak-Einer Sprint
- Tan Sixin (2), Turnen: Einzelmehrkampf, Stufenbarren
- Wang Dongqiang, Leichtathletik: 110 m Hürden
- Xie Jiawu, Gewichtheben: Bantamgewicht
- Xu Zhengyang, Reiten: Mannschaftsspringen
- Yuan Yuan, Ringen: Freistil bis 52 kg
- Zheng Saisai, Tennis: Einzel
- Zhu Wenjing, Moderner Fünfkampf: Mixed

### Bronze
- Gu Yuting, Tischtennis: Mixed
- Liu Lan, Schwimmen: 200 m Schmetterling
- Xia Youlian: Leichtathletik, Hammerwurf
- Zhu Xiaodong (3), Turnen: Einzelmehrkampf, Boden, Reck

## Athleten nach Sportarten

### Badminton
| Mädchen - Deng Xuan Einzel: Silber | Jungen - Huang Yuxiang Einzel: Viertelfinale |

### Basketball
Mädchen
- Jin Jiabao
- Ma Xueya
- Shen Yi
- Yang Xi
3×3: Gold

### Bogenschießen
| Mädchen - Jia Song Einzel: 8. Platz Mixed: 6. Platz (mit Lorenzo Pianesi Italien) | Jungen - Luo Siyue Einzel: 17. Platz Mixed: 8. Platz (mit Iryna Hul Belarus) |

### Fechten
Mädchen
- Wang Lianlian
Florett Einzel: 8. Platz
Mixed: 8. Platz (im Team Asien-Ozeanien 2)
- Lin Sheng
Degen Einzel: Gold 
Mixed: 4. Platz (im Team Asien-Ozeanien 1)
- Wan Yini
Säbel Einzel: 6. Platz
Mixed: 8. Platz (im Team Asien-Ozeanien 2)

### Gewichtheben
| Mädchen - Tian Yuan Federgewicht: Gold - Deng Wei Mittelgewicht: Gold | Jungen - Xie Jiawu Bantamgewicht: Silber - Gong Xingbin Leichtgewicht: Silber |

### Kanu
| Mädchen - Huang Jieyi Kajak-Einer Sprint: Silber Kajak-Einer Slalom: 18. Platz | Jungen - Wang Xiaodong Kanu-Einer Slalom: Gold Kanu-Einer Sprint: 9. Platz |

### Leichtathletik
| Mädchen - Zheng Yarong 100 m Hürden: 5. Platz - Li Lijiao 2000 m Hindernis: 4. Platz - Mao Yanxue 5 km Gehen: Silber - Xu Huiqin Stabhochsprung: 4. Platz - Gu Siyu Kugelstoßen: Silber - Xia Youlian Hammerwurf: Bronze - Peng Juanhong Speerwurf: 12. Platz | Jungen - Xie Zhenye 200 m: Gold Staffellauf: 5. Platz (im Team Asien) - Wang Dongqiang 110 m Hürden: Silber - Wei Xubao 10 km Gehen: 5. Platz - Huang Haibing Weitsprung: 8. Platz - Fu Haitao Dreisprung: Silber - Li Meng Kugelstoßen: 7. Platz - Liu Binbin Hammerwurf: Gold |

### Moderner Fünfkampf
| Mädchen - Zhu Wenjing Einzel: 7. Platz Mixed: Silber (mit Kim Dae-beom Südkorea) | Jungen - Han Jiahao Einzel: 11. Platz Mixed: 6. Platz (mit Anna Olesinski Vereinigte Staaten) |

### Reiten
- Xu Zhengyang
Springen Einzel: 26. Platz
Springen Mannschaft: Silber

### Ringen
Mädchen
- Yuan Yuan
Freistil bis 52 kg: Silber

### Rudern
| Mädchen - Cao Ting Einer: 6. Platz | Jungen - Zeng Yueqi Einer: 4. Platz |

### Schießen
| Mädchen - Fang Xue Luftpistole 10 m: Silber - Shen Li Luftgewehr 10 m: 12. Platz | Jungen - Jia Ziayong Luftpistole 10 m: 7. Platz - Gao Tingjie Luftgewehr 10 m: Gold |

### Schwimmen
| Mädchen - 4 × 100 m Freistil: Gold 4 × 100 m Lagen: 8. Platz - Tang Yi 50 m Freistil: Gold 100 m Freistil: Gold 200 m Freistil: Gold 4 × 100 m Freistil Mixed: Gold 4 × 100 m Lagen Mixed: Gold - Bai Anqi 100 m Rücken: Silber 200 m Rücken: Gold 4 × 100 m Freistil Mixed: Gold 4 × 100 m Lagen Mixed: Gold - Wang Chang 50 m Brust: 10. Platz 100 m Brust: 17. Platz - Liu Lan 50 m Schmetterling: Gold 100 m Schmetterling: Gold 200 m Schmetterling: Bronze 4 × 100 m Freistil Mixed: Gold 4 × 100 m Lagen Mixed: Gold | Jungen - 4 × 100 m Freistil: Silber 4 × 100 m Lagen: 4. Platz - He Jianbin 50 m Freistil: 4. Platz 100 m Freistil: 5. Platz 100 m Rücken: Gold 4 × 100 m Freistil Mixed: Gold 4 × 100 m Lagen Mixed: Gold - Dai Jun 200 m Freistil: 6. Platz 400 m Freistil: Gold - Wang Ximing 100 m Brust: 8. Platz 4 × 100 m Lagen Mixed: Gold - Sun Bowei 50 m Schmetterling: 6. Platz 100 m Schmetterling: 12. Platz 4 × 100 m Freistil Mixed: Gold 4 × 100 m Lagen Mixed: Gold |

### Segeln
| Mädchen - Gu Min Byte CII: 8. Platz | Jungen - Wang Zhi Byte CII: 13. Platz |

### Taekwondo
| Mädchen - Li Zhaoyi Klasse bis 44 kg: 5. Platz - Zheng Shuyin Klasse über 63 kg: Gold | Jungen - Liu Chang Klasse über 73 kg: Gold |

### Tennis
| Mädchen - Zheng Saisai Einzel: Silber Doppel: Gold - Tang Haochen Einzel: Viertelfinale Doppel: Gold | Jungen - Ouyang Bowen Einzel: Achtelfinale Doppel: 1. Runde - Wang Chuhan Einzel: 25. Platz Doppel: 1. Runde |

### Tischtennis
Mädchen
- Gu Yuting
Einzel: Gold 
Mixed: Bronze  (mit Adem Hmam  Tunesien)

### Triathlon
| Mädchen - Ma Mingxiu Einzel: 26. Platz Mixed: 8. Platz (im Team Asien 2) | Jungen - Ru Cheng Einzel: 16. Platz Mixed: 13. Platz (im Team Asien 1) |

### Turnen

#### Gymnastik
| Mädchen - Tan Sixin Einzelmehrkampf: Silber Boden: Gold Stufenbarren: Silber Schwebebalken: Gold | Jungen - Zhu Xiaodong Einzelmehrkampf: Bronze Boden: Bronze Reck: Bronze Ringe: 7. Platz |

#### Rhythmische Sportgymnastik
Mädchen
- Wang Manqin
Einzel: 15. Platz

#### Trampolinturnen
| Mädchen - Dong Yu Einzel: Gold | Jungen - He Yuxiang Einzel: Silber |

### Wasserspringen
| Mädchen - Liu Jiao Kunstspringen: Gold Turmspringen: Gold | Jungen - Qiu Bo Kunstspringen: Gold Turmspringen: Gold |